# Hadrocodium
Hadrocodium (hadro z řeckého ἁδρός/hadros, velký, plný; latinské codium z řeckého κώδεια/kodeia, hlava) je vyhynulým rodem terapsida z kladu Mammaliaformes, s jediným druhem Hadrocodium wui (podle objevitele Xiao-Chun Wua). Žil během raného jurského věku sinemur před asi 195 miliony lety. Fosilie pocházejí ze sedimentů geologického souvrství Lu-feng v oblasti dnešního Jün-nanu na jihozápadě Číny.

## Historie a popis
Fosilie tohoto zvířete připomínajícího myš byly objeveny roku 1985 a původně byly považovány za pozůstatky jiného druhohorního terapsida, morganukodona. Dalším příbuzným rodem je Megazostrodon z jižní Afriky. Hadrocodium byl jako samostatný rod popsán až roku 2001 a od té doby výrazně ovlivnil interpretaci nejstarších fází evoluce savců. Hadrocodium je nejstarším známým živočichem, u kterého se vyvinulo střední ucho, což společně s relativně objemnou mozkovnou představuje nejstarší příklad několika vlastností typických pouze pro savce. Tyto znaky byly předtím zaznamenány pouze u tvorů starých maximálně 150 milionů let, tedy z období střední jury, a objev hadrokodia naznačil, že se tyto adaptace objevily již asi o 45 milionů let dříve, než se myslelo.
Jedinou zachovalou zkamenělinou hadrokodia je jeho lebka, velikost těla byla odhadnuta na 3,2 cm a hmotnost na asi 2 gramy, což by z něj dělalo jednoho z nejmenších savců vůbec.